# Chiesa di Santo Stefano (Pergine Valsugana)
La chiesa di Santo Stefano è la parrocchiale nella frazione di Ischia a Pergine Valsugana. Risale al XV secolo.

## Storia
La chiesa dedicata a Santo Stefano, nella località di Ischia di Pergine, accanto al camposanto, ha una prima citazione documentale nel 1471.
Attorno alla metà del XVII secolo venne completamente riedificata.
Ottenne dignità curiaziale nel 1793 e, nello stesso anno, ebbe la concessione del fonte battesimale.
Poco prima della metà del secolo seguente l'edificio fu notevolmente ampliato, e la sua struttura assunse le dimensioni che ci sono pervenute.
Venne consacrata da Eugenio Carlo Valussi, vescovo di Trento, nel 1893.
Nella prima metà del XX secolo vennero decorate le volte della navata e, nel 1949, per disposizione dell'arcivescovo di Trento Carlo De Ferrari venne elevata a dignità parrocchiale.